# Hugh Hudson
Hugh Hudson (Londres, 25 de agosto de 1936-10 de febrero de 2023) fue un director de cine y guionista británico, nominado a un premio Óscar al mejor director. Ha sido uno de los principales productores con mayor rango.

## Biografía
Hudson nació en Londres, siendo el hijo mayor de Michael Donaldson-Hudson y Jacynth Ellerton, propietarios granjeros del condado de Cheswardine Hall, Shropshire. Estudió en el Eton College. 

## Trayectoria profesional
En la década de los 60, Hudson creó una compañía de documentales junto a sus socios Robert Brownjohn y David Camell. De sus manos, aparecieron los galardonados documentales "A for Apple" y "The Tortoise and the Hare". Asociado con Ridley Scott realizó anuncios para la televisión. En 1975 fundó Hudson Film y se dedicó a la producción.
Estos éxitos animaron a Hudson a entrar en el mundo del cine. Su primera colaboración sería como director de la segunda unidad de la obra de Alan Parker El expreso de medianoche. Pero, con la ayuda del productor David Puttnam, Hudson pudo hacer realidad uno de sus mayores sueños y, a la postre, uno de sus mejores trabajos, Carros de fuego (1981). La película narra la historia de dos corredores británicos, uno un devoto cristiano y el otro judío, en los Juegos Olímpicos de París 1924. El filme supuso un impulso de la industria del cine británico, y ganaría cuatro premios Óscar, entre ellos el de la mejor película. Hudson obtendría una nominación como mejor director, pero no ganaría la estatuilla. 
Después de este gran éxito, realizó la película histórica, basada en la novela original de Edgar Rice Burroughs, Greystoke: la leyenda de Tarzán (1984) de éxito moderado y de muy buenas críticas, siendo considerada en la actualidad una película de culto. Luego en 1985 realizó Revolución, de temática situada en la Guerra de la Independencia y que supuso un fracaso en su debut en Hollywood.
Posteriormente, realizaría otros títulos como Nuevos rebeldes (1989), Los secretos de la inocencia (1999) y Soñé con África (2000). Entre sus proyectos, figuran la realización de una historia épica sobre el faraón Akhenatón y su esposa Nefertiti, así como la adaptación del libro de Haruki Murakami Tokio blues (Norwegian Wood)  y la de George Orwell "Homage to Catalonia", protagonizado por Colin Firth, Geoffrey Rush y Gérard Depardieu
Su primera mujer fue la pintora Susan Michie, y desde 2003 hasta su fallecimiento en 2023 estuvo casado con la actriz inglesa Maryam d'Abo.
En 2016 estrenó la película Altamira con Antonio Banderas en el papel de Marcelino Sanz de Sautuola.
El 10 de febrero de 2023 su familia anunció su fallecimiento, después de no haber podido superar una "corta enfermedad".

## Filmografía

### Como director
- The Tortoise and the Hare (corto) (1967) - también guionista
- Fangio (1975) - también guionista
- Carros de fuego / Carrozas de fuego (Chariots of Fire) (1981)
- Greystoke, la leyenda de Tarzán, el rey de los monos (Greystoke: The Legend of Tarzan, Lord of the Apes) (1984) - también productor
- Revolución  (Revolution) (1985)
- Kinnock - The Movie - sobre el proceso de elección del candidato del Partido Laborista británico (1987)
- Nuevos rebeldes (Lost Angels) (1989)
- Lumière y compañía (1995) - uno de los 41 directores
- Los secretos de la inocencia (My Life So Far) (1999)
- I Dreamed of Africa ( Soñé con África) (2000)
- Revolution Revisited (2008)
- Rupture - A Matter of Life OR Death (documental) (2011) – también guionista y productor
- Altamira (2016)

## Premios y nominaciones
Premios Óscar
| Año  | Categoría      | Película        | Resultado |
| ---- | -------------- | --------------- | --------- |
| 1982 | Mejor director | Carros de fuego | Nominado  |